# Heinrich Fürnkranz
Heinrich Fürnkranz (* 31. Oktober 1828 in Krems an der Donau; † 28. Dezember 1896 in Wien) war ein österreichischer Politiker.

## Leben
Nach dem Gymnasium absolvierte er eine Kaufmannslehre. Von 1848 bis 1855 leistete er seinen Militärdienst und erwarb dann ein Eisengeschäft in Langenlois.

## Politik
1861 wurde er Bürgermeister von Langenlois und Mitglied des Bezirksstraßenausschusses sowie 1870 Mitglied des Bezirksschulrates. 
Bei der Landtagswahl 1861 gegen Carl von Hock war er unterlegen. 1871 kandidierte er nicht. 1890 hatte er mit Ernst Vergani als gemeinsame Wahlplattform den Volkswirtschaftlichen Verein. Im Reichsrat schloss er sich 1891 der Deutschen Nationalpartei an. Vor der Wahl 1896 schwankte er zwischen der Deutschen Volkspartei und der Alldeutschen Vereinigung Georg von Schönerers, kandidierte aber letztlich für die DVP. 

## Belege
1. ↑  Abgeordnetenbiographien (Memento des Originals vom 24. August 2019 im Internet Archive)  Info: Der Archivlink wurde automatisch eingesetzt und noch nicht geprüft. Bitte prüfe Original- und Archivlink gemäß Anleitung und entferne dann diesen Hinweis.

| Personendaten    | Personendaten                 |
| ---------------- | ----------------------------- |
| NAME             | Fürnkranz, Heinrich           |
| KURZBESCHREIBUNG | österreichischer Eisenhändler |
| GEBURTSDATUM     | 31. Oktober 1828              |
| GEBURTSORT       | Krems an der Donau            |
| STERBEDATUM      | 28. Dezember 1896             |
| STERBEORT        | Wien                          |